# Olaf Geirstad-Alf
Ólafr Guðröðsson, (norreno: Ólafr Geirstad-Alf), detto l'Elfo di Geirstad (Vestfold, 801 circa – Geirstad, metà IX secolo) fu re di parte del Vestfold, Norvegia, appartenente al clan dei Yngling.
Figlio del re Guðröðr il Cacciatore, aveva un fratellastro di nome Hálfdan svarti, futuro padre del noto Harald Bellachioma. 
Quando aveva circa 20 anni, alla morte del padre, Ólafr si divise col giovane fratello in Vestfold, prendendone la parte orientale. 
Sposò Alfhild, una figlia di Alfarin, il re di Alfheim (Bohuslän).
La Ynglinga saga riporta che mori per una "piaga al piede" (fótarverkr), mentre il Flateyjarbók lascia intendere che fosse morto per una epidemia.
La Saga di Sant'Olaf nella versione del Flateyjarbók lo denomina "Elfo di Geirstad" nel narrare una fantastica storia su come fece da esca andando a pescare da solo. La storia prosegue spiegando come morì (non completamente, divenendo "draugr") e come rinacque come Olaf il Santo.
Secondo alcuni studiosi (Guðbrandur Vigfússon e Frederick York Powell), la denominazione "elfo" non andrebbe presa in senso letterale; inoltre fanno notare che, nelle modalità della morte di Olaf descritta Flateyjarbók, secondo del culto degli antenati in uso, "i morti erano chiamati elfi".